# 頂新獻金案
頂新獻金案，是指2014年起，數名台灣公眾人物先後公開指控包括時任中華民國總統的馬英九在內的中國國民黨政治人物，涉嫌非法收受來自頂新國際集團（在中國大陸以康師傅品牌知名）的政治獻金，後引發當事人相互控告民事或刑事的案件。2014年12月25日，由最高法院檢察署特別偵查組開始針對指控的內容分案偵查，查證是否屬實。2015年6月18日，經勾稽資金流向與比對函查資料記載調查後，案並無涉及不法，所以予結簽結。
2017年12月20日，高等法院認定「美麗島電子報」副董事長吳子嘉損害馬的名譽，判吳子嘉敗訴，應賠償180萬元，並登媒體電子報道歉。
2018年1月9日，高院判決馬英九勝訴，周玉蔻應賠償新台幣180萬元，並在四大報刊登道歉啟事。
本案各公眾人物指控的收受金額不一，指控對象也不一，所指控的總金額已超過新台幣20億，仍有待台灣司法單位釐清。而因本案，也暴露出台灣的《政治獻金法》於制定時的不周延。

## 背景

### 黑心食品
2013年至2014年間，台灣連續爆發黑心食用油事件，相關國家禁止台灣食品進口；而頂新集團所屬的子公司先後三次均牽涉其中。2014年7月，大統長基食品負責人高振利判刑12年確定。

## 時間軸

### 2014年
- 10月15日，699期的《台灣壹週刊》，爆料馬英九為頂新的最大門神（護航者）[4]。
- 10月15日，吳子嘉在《美麗島電子報》指稱馬英九收受頂新超過10億元非法政治獻金，民進黨內也有人收了頂新的錢[5]。
- 10月15日，周玉蔻在《美麗島電子報》撰文指稱連戰家族、王金平、馬英九、金溥聰、吳敦義與慈濟功德會的創辦人釋證嚴均為魏家幫兇[6]。
- 11月1日，中國國民黨控告吳子嘉[7]。
- 11月4日，台灣大學副教授陳永昌具名告發馬英九涉嫌貪汙[8]。
- 12月23日，周玉蔻稱馬英九就是收錢者。周文稱馬英九透過胡定吾為白手套牽線，向頂新魏家收錢[9]。
- 12月25日，特偵組正式分案調查[10]。
- 12月26日，特偵組約談周玉蔻[11]。
- 12月27日，特偵組至彰化看守所訊問魏應充[12]。
- 12月29日，特偵組約談馬英九的前任幕僚羅智強[13]與前任馬英九委任律師宋耀明[14]。
- 12月30日，馬英九以個人身分告周玉蔻[15]，國民黨開除周玉蔻黨籍[16]，特偵組約談台北101董事長宋文琪[17]、國民黨副秘書長林德瑞[18]，前總統府秘書長陳師孟[19]。
- 12月31日，特偵組約談親民黨副秘書長劉文雄[20]。

### 2015年
- 1月5日，特偵組約談李德維（連戰幕僚，連勝文好友）[21]，與國民黨籍立委蔡正元[22]。
- 1月6日，特偵組約談段宜康[23]。
- 1月12日，特偵組約談聯華電子榮譽副董事長宣明智、普誠科技董事長姜長安、富鑫創投執行長邱羅火等4人[24]。
- 1月14日，國民黨中常委連勝文於上午9點抵達最高檢特偵組應訊，並於10點50分離去[25]。
- 1月16日，特偵組約談中信銀信用卡執行副總、前台北悠遊卡公司董事長劉奕成作證[26]。
- 1月21日，特偵組約談矽品精密工業股份有限公司董事長林文伯、聯電前副董事長劉英達作證[27][28]。
- 1月23日，特偵組約談大眾電信創辦人吳清源[29]與聯電前副總張崇德[30]。總統府發表聲明，將對立委段宜康、媒體人陳敏鳳提告[31]。
- 1月27日，特偵組約談智原科技前總經理林孝平作證[32]。
- 1月29日，特偵組約談媒體人陳敏鳳[33]。馬英九正式控告立委段宜康、媒體人陳敏鳳[34]。
- 2月2日，特偵組約談前立委鄭志龍，另二度傳喚前立委劉文雄作證[35]。
- 2月3日，特偵組約談前中華開發金融控股股份有限公司總經理辜仲瑩作證[36]。
- 2月11日，特偵組約談亞翔工程股份有限公司董事長姚祖驤作證[37]。
- 2月17日，特偵組第三度約談劉文雄，第二度約談吳清源作證[38]。
- 3月4日，特偵組約談總統辦公室主任康炳政[39]、行政院前秘書長薛香川、翰門企業董事長倪集熙、長豐公司前董座王公展作證[40]。
- 3月6日，特偵組約談前味全董事長魏應行說明[41]；特偵組稱未來不排除約談總統馬英九說明[42]。
- 3月10日，特偵組約談前內政部長李鴻源與前中央社社長陳申青作證[43]。
- 3月11日，特偵組約談名嘴蔡玉真與汪潔民作證[44]。
- 3月12日，特偵組約談負責為新台灣人文教基金會查帳的會計師賴冠仲[45]、國民黨中常委劉大貝作證[46]。
- 6月18日，特偵組分案調查偵辦，上午召開結案記者會，表示查無不法事證，因此全案簽結。[47]。

### 後續發展與訴訟結果
- 2017年12月20日，高等法院認定「美麗島電子報」副董事長吳子嘉損害馬的名譽，判吳子嘉敗訴，應賠償180萬元，並登媒體電子報道歉。[1]
- 2018年1月9日，高院判決馬英九勝訴，周玉蔻應賠償新台幣180萬元，並在四大報刊登道歉啟事。[2]
- 2019年4月3日，周玉蔻2014年指馬英九前總統，透過胡定吾收受頂新集團2億元獻金，刑事部分，周玉蔻已遭判拘役50天確定；民事部分，馬英九求償1,000萬元，法官認定周玉蔻發言前未合理查證且所言與事實不符，判她賠償馬英九180萬元並登報道歉確定。[48]
- 2019年10月16日，前立委段宜康影射馬英九收錢，最高法院判決段宜康判賠60萬並在臉書道歉確定。[49]
- 2020年4月7日，陳敏鳳於2015年一月在美麗島電子報撰文指稱前總統馬英九違法收受政治獻金，遭馬英九提告妨害名譽，求償並需登報道歉。法院一二審都判決馬敗訴，但是最高法院撤銷後，今天高院更一審判決出爐，改判陳敏鳳敗訴，必須賠償60萬元且刊登道歉聲明。[50]
- 2020年7月1日，因頂新案纏訟6年的前國安會祕書長金溥聰與前三立電視台主播陳雅琳最終和解，陳雅琳同意在自己臉書粉專7月1日起連續72小時刊登道歉文。[51]

## 政治獻金法爭議
1. 由於當前的《中華民國政治獻金法》並未限制政黨對候選人的補助金額，造成政黨成為另類的洗錢白手套。
2. 政治獻金的審查，由監察院進行形式上的審查，對有心隱匿者無實質約束力。
3. 政治人物透過成立基金會、後援會而獲得的捐款，不在獻金法規範之內。
4. 違法者至多僅需繳交20至100萬的罰款[52]。

## 外部連結
頂新獻金案馬英九提告侵害名譽 吳子嘉判賠180萬 （页面存档备份，存于）